# Rejon bolszereczenski
Rejon bolszereczenski (ros. Большереченский район) – rejon będący jednostką administracyjną obwodu omskiego w Federacji Rosyjskiej.
Rejon bolszereczenski leży na wschodzie centralnej części obwodu. Centrum administracyjne rejonu - osiedle typu miejskiego Bolszereczje.

## Historia
Pierwszą osadą na terytorium rejonu była słoboda Takmykska, założona w 1682 roku. Jej mieszkańcami byli kozacy i chłopi przybyli w te okolice z Pomorja, Ustiuga Wielkiego, Wazi i Miezieni.
W 1740 roku na miejscu, gdzie znajduje się współczesne Bolszereczje, powstaje gród obronny. Z biegiem czasu traci on jednak swoje obronne znaczenie i w latach 1752–1755 następuje połączenie grodu i słobody w jedną całość – osiedle typu miejskiego Bolszereczje.
Odległość do stolicy obwodu Omska - 200 km.

## Podział administracyjny
W skład rejonu wchodzi 12 gmin (okręgów) wiejskich:
- czebaklińska
- ingalińska
- jewgaszczyńska
- krasnojarska
- kurnosowska
- mogilno-posielska
- nowołoginowska
- poczekujewska
- starokarasukska
- szypicyńska
- takmykska
- ulenkulska